# Casque (1910)
Casque – francuski niszczyciel z okresu I wojny światowej, jedna z 12 zbudowanych jednostek typu Bouclier. Okręt wypierał 820 ton, a jego główne uzbrojenie stanowiły dwa działa kalibru 100 mm wsparte lżejszą artylerią oraz bronią torpedową. Napędzana turbinami parowymi jednostka rozwijała prędkość 31 węzłów, osiągając zasięg 1200–1400 Mm przy prędkości 12–14 węzłów.
„Casque” został zwodowany 25 sierpnia 1910 roku w stoczni Société Nouvelle des Forges et Chantiers de la Méditerranée w Hawrze, a w skład Marine nationale wcielono go 16 października 1911 roku. Okręt służył na Morzu Śródziemnym, aktywnie uczestnicząc w działaniach wojennych. 29 grudnia 1915 roku „Casque” zatopił austro-węgierski niszczyciel SMS „Triglav”. Jednostkę wycofano ze służby 26 marca 1926 roku, po czym została sprzedana w celu złomowania.

## Projekt i budowa
Po zbudowaniu serii niszczycieli (fr. contre-torpilleur d’escadre) „450-tonowych” (typów: Spahi, Voltigeur i Chasseur) dowództwo marynarki francuskiej Marine nationale podjęło działania w celu pozyskania większych okrętów. W 1907 roku Rada Najwyższa Floty postanowiła, że do 1919 roku zostaną zbudowane 63 nowe jednostki tej klasy, co oznaczało wodowanie sześciu–siedmiu okrętów rocznie. Powiększenie wyporności pozwalało na zamontowanie silniejszego niż stosowanego dotychczas uzbrojenia, zainstalowanie siłowni o większej mocy i zwiększenie dzielności morskiej, co miało umożliwić towarzyszenie siłom głównym w trudnych warunkach atmosferycznych. 28 kwietnia 1908 roku do Dowództwa Generalnego Marynarki Wojennej wpłynęło memorandum dyrektora ds. budowy okrętów Dudeboisa, w którym postulował on powiększenie wyporności nowo projektowanych niszczycieli co najmniej do 500–600 ton, podwyższenie pokładu dziobowego oraz wzmocnienie uzbrojenia z dotychczasowych sześciu dział kalibru 65 mm do dwóch–trzech dział kalibru 75–100 mm i czterech dział kalibru 65 mm. W zakresie uzbrojenia torpedowego – według początkowych założeń – okręty miały mieć stałą wyrzutnię dziobową i dwa podwójne obracalne aparaty torpedowe na pokładzie. Ostatecznie wybrano wariant uzbrojenia z dwoma działami kalibru 100 mm i czterema kalibru 65 mm oraz czterema wyrzutniami torped w dwóch podwójnych aparatach. Niszczyciele miały być napędzane turbinami parowymi zasilanymi przez kotły opalane paliwem płynnym, co miało się przekładać na osiągnięcie podczas prób prędkości 31 węzłów. 31 maja 1908 roku służba techniczna budowy okrętów, kierowana przez inż. Lhomme, wysłała do zainteresowanych stoczni dokument z ogólną specyfikacją, którą musiały spełniać nowe okręty, dając konstruktorom pełną swobodę, jeśli chodzi o realizację projektów.
Projektantami przyszłego „Casque” zostali inżynierowie Bernard i Bonnet z firmy Chantiers de Graville. Niszczyciel został zamówiony przez marynarkę w stoczni Société Nouvelle des Forges et Chantiers de la Méditerranée w Hawrze 2 grudnia 1908 roku, będąc jedyną jednostką typu Bouclier tam zbudowaną. Budowa sfinansowana została z budżetu marynarki na rok 1908, przedłożonego 11 maja i zatwierdzonego 31 grudnia 1907 roku. Stępkę okrętu położono w 1909 roku, a zwodowany został 25 sierpnia 1910 roku. Koszt budowy okrętu wyniósł 2,96 mln franków.
W toku prób 20 kwietnia 1911 roku niszczyciel, wchodząc do portu w Hawrze, uderzył w stojący przy nabrzeżu parowiec „Dives”, zadając mu i samemu odnosząc poważne uszkodzenia (obie jednostki musiały trafić na naprawy do suchego doku). W dniach 8–9 maja okręt przeszedł wstępne testy na mili pomiarowej, po czym 12 maja przepłynął z Hawru do Cherbourga. 20 maja „Casque” został przekazany marynarce i poddany w Cherbourgu próbom morskim. Ich oficjalny program obejmował pomiar liczby obrotów śrub przy prędkości 14 węzłów i przy prędkości maksymalnej, określenie zużycia paliwa przy prędkości 14 węzłów, pomiar prędkości maksymalnej podczas próby 6-godzinnej, sprawdzenie funkcjonowania wszystkich mechanizmów okrętowych oraz uzbrojenia artyleryjskiego i torpedowego. 28 czerwca okręt podczas próby 6-godzinnej przy wyporności 667,671 tony rozwinął prędkość 34,897 węzła. Podczas przeprowadzonych 22 września prób zużycia paliwa przy prędkości 14 węzłów kotły spalały 61,693 kg paliwa na milę morską przy wyporności 687,91 tony.

## Dane taktyczno-techniczne

### Charakterystyka ogólna
Okręt był niszczycielem ze zbudowanym ze stali kadłubem o zaokrąglonym przekroju, z podwyższonym pokładem dziobowym sięgającym średnio 4,5 metra ponad wodnicę i mającym niewielki spadek. Konstrukcja kadłuba oparta była na kilu wewnętrznym, czterech wzdłużnikach i wręgach, numerowanych od rufy. Blachy poszycia zewnętrznego miały grubość od 4 do 8 mm, a do stępki przymocowany był drewniany zewnętrzny kil. Stewa dziobowa była prawie prosta, z gładką krzywizną u dołu, rufa zaś miała wyraźny nawis. Okręt miał jeden ciągły pokład górny, na którym znajdowały się dwie nadbudówki: dziobowa i rufowa.
Kadłub podzielony był za pomocą pięciu głównych grodzi na przedziały wodoszczelne, dochodzące do wysokości górnego pokładu, wydzielające kotłownie dziobową i rufową, przedziały turbin, skrajnik dziobowy z taranem oraz skrajnik rufowy. Prócz tego istniały dwie dodatkowe grodzie, umieszczone w dziobowej i rufowej części kadłuba, a w kadłubie znajdowała się pokaźna liczba małych przedziałów wodoszczelnych wydzielonych lekkimi grodziami. W części dziobowej pokładu dolnego znajdowały się: magazyny żywności, wina i wody, prochu czarnego, amunicji artyleryjskiej oraz komory łańcuchowe i zbiornik paliwa, zajmujący całą szerokość kadłuba; w części rufowej znalazły się natomiast oficerskie magazyny żywności, amunicji artyleryjskiej i głowic torpedowych oraz zbiornik paliwa. Na pokładzie górnym pod pokładem dziobowym znajdowały się: kubryk załogi, pomieszczenia gospodarcze, kambuzy, umywalnie i toalety; kubryk załogi oraz kambuz mieściły się także w nadbudówce dziobowej, a kubryk podoficerów oraz kabiny oficerów i dowódcy znajdowały się w nadbudówce rufowej. Na końcu pokładu dziobowego znajdował się niski pomost bojowy ze sterówką oraz platforma reflektorów, a nadbudówkę rufową zajmowały pomieszczenia radiostacji, pisarza i toalety oficerskie. Na okręcie zainstalowano dwa maszty: główny, usytuowany za pomostem (o wysokości 21 metrów) i znacznie niższy drugi, znajdujący się na nadbudówce rufowej.
Długość całkowita okrętu wynosiła 75,15 metra (75 metrów między pionami), szerokość całkowita 7,84 metra (7,53 metra na wodnicy) i maksymalne zanurzenie na rufie 2,99 metra. Wyporność normalna wynosiła 820 ton.
Załoga okrętu składała się zazwyczaj z 5–6 oficerów oraz 75–77 podoficerów i marynarzy.

### Urządzenia napędowe
Siłownia jednostki składała się z trzech turbin parowych systemu Parsonsa produkcji zakładów Bréguet, pracujących na trzy linie wałów zakończonych trójłopatowymi śrubami napędowymi o średnicy 2,16 metra i skoku 1,963 metra. Zespół turbin składał się z turbiny wysokiego ciśnienia, podłączonej do wewnętrznego wału napędowego, dwóch turbin niskiego ciśnienia poruszających wały zewnętrzne i zasilanej z turbiny wysokiego ciśnienia turbiny marszowej, która była połączona z prawoburtową linią wałów. Parę dostarczały cztery kotły wodnorurkowe Normand-Sigaudy o ciśnieniu roboczym 16 kG/cm², z których każdy miał po 12 palników i wentylatory. W przeciwieństwie do wszystkich pozostałych czterokominowych niszczycieli typu Bouclier, spaliny na „Casque” odprowadzane były do trzech wysokich kominów, wśród których środkowy miał większą średnicę od pozostałych.
Maszyny osiągały łączną moc projektową 14 400 KM, co pozwalało na rozwijanie średniej prędkości maksymalnej co najmniej 31 węzłów przez sześć godzin. Zapas paliwa płynnego wynosił od 120 do 160 ton, co zapewniało zasięg wynoszący 1200–1400 Mm przy prędkości 12–14 węzłów . „Casque” był zaraz po „Bouclierze” najszybszym z wszystkich niszczycieli swojego typu, osiągając na próbach prędkość 34,897 węzła.
Energia elektryczna wytwarzana była przez umieszczone w maszynowniach dwie prądnice o napędzie parowym. Na rufie znajdował się pojedynczy, zrównoważony ster, poruszany za pomocą parowej maszyny sterowej umiejscowionej na pokładzie głównym pod nadbudówką dziobową. Sterowanie okrętem odbywało się ze sterówki głównego pomostu bojowego, jak też pomostu rufowego (oba wyposażone były również w kompasy).

### Uzbrojenie i jego modyfikacje
Głównym uzbrojeniem artyleryjskim okrętu były dwa pojedyncze działa kalibru 100 mm M1893 L/45, umieszczone po jednym na dziobie i na nadbudówce rufowej. Długość działa wynosiła 4646,5 mm, a długość lufy 4500 mm (45 kalibrów – L/45); masa działa wynosiła 1700 kg, a masa osłony 28,5 kg. Armaty wykorzystywały amunicję rozdzielnego ładowania – pociski o masie 14,16 kg i umieszczone w metalowej łusce ładunki miotające o masie 3,7 kg. Maksymalna donośność wystrzeliwanego z prędkością początkową 740 m/s pocisku wynosiła 11 800 metrów, a szybkostrzelność 5–7 strzałów na minutę. Kąt ostrzału wynosił 240° dla działa dziobowego i 267° dla rufowego, a zapas amunicji 240-250 pocisków na lufę (podczas wojny „Casque” zabierał po 398 pocisków na działo).
Artylerię drugiego kalibru stanowiły cztery pojedyncze działa kalibru 65 mm M1902 L/50, umieszczone parami na górnym pokładzie za pokładem dziobowym i obok nadbudówki rufowej. Długość działa wynosiła 3450 mm, a długość lufy 3250 mm; masa działa wynosiła 594 kg. Masa pocisku wynosiła 4 kg, a masa ładunku miotającego 1,425 kg. Maksymalna donośność wystrzeliwanego z prędkością początkową 870 m/s pocisku wynosiła 9000 metrów, a szybkostrzelność od 12 do 18 strzałów na minutę. Kąt podniesienia lufy wynosił od -16 do +20°, kąt ostrzału pary dział dziobowych 143° (rufowych 163°), a zapas amunicji 346 pocisków na lufę.
Magazyny amunicyjne dział wyposażone były w system zraszania i zalewania, a dostarczanie amunicji odbywało się za pomocą dwóch podnośników napędzanych silnikami elektrycznymi, z rezerwowym napędem ręcznym. Dane do strzelania uzyskiwano za pomocą systemu hydraulicznego Germaina.
Niszczyciel wyposażono w cztery nadwodne wyrzutnie torped kalibru 450 mm, umieszczone w dwóch podwójnych aparatach usytuowanych na górnym pokładzie na obu burtach między kominami a nadbudówką rufową. Masa aparatu wyrzutni wynosiła 1558 kg, a kąty naprowadzania po 45° w każdą stronę trawersu. Używano przeważnie torped M1909R, których łączny zapas wynosił sześć sztuk. Długość torpedy wynosiła 5,25 metra, a jej masa 710 kg (w tym głowica bojowa 110 kg). Pojemność zbiornika powietrza wynosiła 322 dm³, a jego ciśnienie 150 kG/cm². Zasięg dochodził do 2000 metrów przy prędkości 34 węzłów i 3000 metrów przy 30 węzłach.
W trakcie wojny uzbrojenie niszczyciela powiększyło się o pojedyncze działo przeciwlotnicze kalibru 47 lub 75 mm oraz dwa karabiny maszynowe St Etienne kalibru 8 mm, a na pokład zabierano 8–10 bomb głębinowych systemu Guirauda.

### Wyposażenie
Na okręcie zamontowano jeden reflektor o średnicy 60 cm, umieszczony na platformie pomostu bojowego. Niszczyciel wyposażony był w dwie kotwice admiralicji, umieszczone na obu burtach na specjalnych platformach kotwicznych i podnoszone zamontowaną na dziobie wciągarką z napędem parowym oraz ręcznym. Do łączności wewnętrznej służyło co najmniej 10 głównych linii rur głosowych, prowadzących do poszczególnych stanowisk i pomieszczeń. Jako środki ratownicze i komunikacyjne na okręcie znajdowały się: 7-metrowy ponton, 7-metrowy welbot, 4-metrowy jol oraz dwie szalupy Burtona.

## Służba

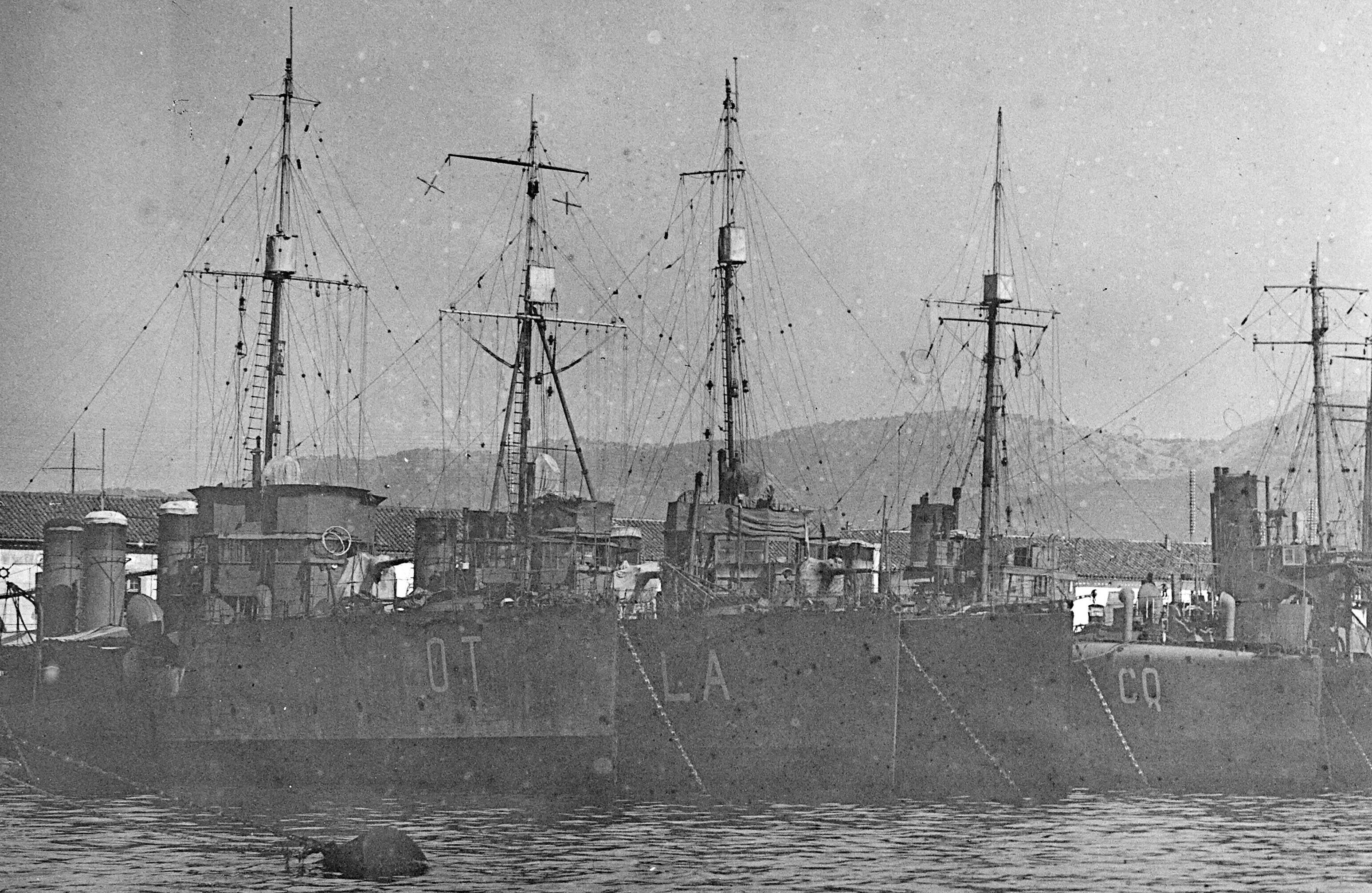
Niszczyciele na redzie Tulonu w 1926 roku (pierwszy z prawej „Casque”)

„Casque” został wcielony do służby w Marine nationale 16 października 1911 roku. Jednostka otrzymała numer identyfikacyjny M72 i znak burtowy „CQ”. Pierwszym dowódcą okrętu został mianowany kpt. mar. (fr. lieutenant de vaisseau) Rauch. 26 października okręt wyszedł z Cherbourga w rejs na Morze Śródziemne, docierając 12 listopada do Tulonu; po przybyciu „Casque” został przyporządkowany do 1. dywizjonu niszczycieli 1. Armii Morskiej. 1 maja 1912 roku okręt został okrętem flagowym 1. dywizjonu niszczycieli Dywizji Torpedowej 1. Armii Morskiej, w skład którego wchodziły ponadto „Boutefeu”, „Cimeterre”, „Dague”, „Faulx” i „Fourche”. 16 lipca niszczyciele z 1., 2., 4. i 5. dywizjonu wyszły z Tulonu z 1. eskadrą pancerników (w skład której wchodziły okręty typu Danton) na ćwiczenia przeprowadzone u wybrzeży Afryki Północnej, zawijając m.in. do Bizerty oraz Golfe-Juan i powracając do Tulonu 31 grudnia. Podczas tego rejsu, 7 listopada w Cieśninie Świętego Bonifacego doszło do kolizji między „Casque” a „Fourche”, w wyniku którego „Casque” doznał uszkodzeń rufy, a „Fourche” dziobu; „Casque” został odholowany do Ajaccio przez „Boucliera”. 20 listopada dowództwo okrętu objął kpt. mar. F.-L.-C. Fossey.
Między 21 a 23 kwietnia 1913 roku okręty 1. i 5. dywizjonu niszczycieli wraz z „Bouclierem” i pancernikami „Condorcet”, „Danton”, „Mirabeau”, „Vergniaud” i „Voltaire” wzięły udział w kolejnych ćwiczeniach floty. 1 października „Casque” był nadal jednostką flagową 1. dywizjonu niszczycieli, w skład którego wchodziły „Bisson”, „Boutefeu”, „Cimeterre”, „Commandant Rivière”, „Dague”, „Dehorter”, „Faulx” i „Fourche”.
1 sierpnia 1914 roku, tuż przed wybuchem I wojny światowej, „Casque” nadal znajdował się w Tulonie w składzie 1. dywizjonu niszczycieli (wraz z „Boutefeu”, „Dague”, „Faulx”, „Fourche” i „Mangini”).

### I wojna światowa

#### 1914 rok
3 sierpnia okręty 1. dywizjonu niszczycieli udały się pod Cap Bon, a następnego dnia, po rozpoczęciu działań wojennych, skierowały się w stronę Algieru. 7 sierpnia niszczyciele 1. dywizjonu uzupełniały paliwo w Algierze, a nazajutrz w trybie pilnym wyszły do Bizerty, mimo że niektóre okręty nie zostały zatankowane z powodu braku mazutu w bazie; w rezultacie kilka niszczycieli musiało być holowanych. Po zerwaniu 11 sierpnia stosunków dyplomatycznych z Austro-Węgrami, okręty 1. Armii Morskiej udały się dwa dni później na Maltę, skąd podjęły patrole na Adriatyku.
Między 18 a 19 sierpnia niszczyciele 1. dywizjonu wraz z „Bouclierem” osłaniały na trasie z San Giovanni di Medua na Maltę uszkodzoną w kolizji z niszczycielem „Cavalier” jego siostrzaną jednostkę – „Fantassin”. 25 sierpnia niszczyciele 1. i 6. dywizjonu udały się w składzie Grupy Specjalnej (którą tworzyły pancerniki „Courbet” i „Jean Bart”, krążownik „Jurien de la Gravière”, tender wodnosamolotów „Foudre” oraz okręty podwodne należące do 2. dywizjonu z flagowym „Dehorterem”) w rejon Cieśniny Otranto, operując następnie na Adriatyku. Od października do grudnia niszczyciele 1. i 6. dywizjonu oraz „Bouclier” eskortowały konwoje dostarczające zaopatrzenie Czarnogórze.

#### 1915 rok
W styczniu i lutym 1915 roku okręt nadal pełnił służbę konwojową na Adriatyku. 4 kwietnia niszczyciele 1. dywizjonu oraz „Bouclier”, „Aventurier” i „Téméraire” eskortowały zmierzający do portu w Antivari transportowiec „Whitehead”, a 21 kwietnia transportowiec „Numidia”, przewożący sprzęt radiowy do Dulcigno. 28 kwietnia niszczyciele 1. i 6. dywizjonu oraz „Bouclier” wypłynęły z misją ratowniczą w rejon zatonięcia krążownika pancernego „Léon Gambetta”, powracając do Navarino dwa dni później. Po przystąpieniu 23 maja Włoch do wojny po stronie Ententy, „Bouclier” oraz niszczyciele 6. dywizjonu udały się do portów nowego sojusznika, zaś jednostki 1. dywizjonu nadal operowały z Malty.
W grudniu francuskie siły eskortowe bazujące w Brindisi zostały wzmocnione do rozmiarów flotylli, która składała się z dwóch dywizjonów liczących łącznie 12 niszczycieli. „Casque” był okrętem flagowym 1. dywizjonu, w skład którego wchodziły także „Bisson”, „Commandant Lucas”, „Fourche”, „Mangini” i „Renaudin”. 29 grudnia „Casque” na czele 1. dywizjonu niszczycieli oraz krążowniki HMS „Dartmouth” i „Quarto” wyszły z Brindisi na wieść o ataku na Durazzo zespołu austro-węgierskich okrętów, który tworzył szybki krążownik „Helgoland” i niszczyciele: „Balaton”, „Csepel”, „Lika”, „Tátra” i „Triglav”. Po zakończeniu ostrzału portu dwa nieprzyjacielskie niszczyciele weszły na miny, w wyniku czego SMS „Lika” zatonął, a SMS „Triglav” został ciężko uszkodzony i wzięty na hol najpierw przez „Csepela”, a później „Tátrę”. Gdy na horyzoncie pojawiły się alianckie okręty, „Triglav” został opuszczony przez załogę i porzucony; nie zdając sobie z tego sprawy „Casque” najpierw ostrzelał wrogi niszczyciel, a następnie zatopił go za pomocą torpedy.

#### 1916 rok
Od 20 lutego do końca marca 1916 roku operujące z Brindisi francuskie niszczyciele zabezpieczały ewakuację wojsk serbskich i czarnogórskich. 15 kwietnia „Casque” nadal wchodził w skład 1. dywizjonu 1. Flotylli niszczycieli w Brindisi, razem z „Boutefeu”, „Faulx”, „Fourche” i „Mangini”. 23 czerwca „Casque” wyszedł z Brindisi pod Otranto na akcję ratunkową w rejon zatopienia przez SM U-15 włoskiego krążownika pomocniczego „Città di Messina” i eskortującego go siostrzanego niszczyciela „Fourche”, przyjmując na pokład rozbitków.
W nocy z 22 na 23 grudnia austro-węgierskie niszczyciele „Scharfschütze”, „Dinara”, „Réka” i „Velebit” zaatakowały dryftery blokujące Cieśninę Otranto. W tym czasie z Brindisi do Tarentu płynęło sześć francuskich niszczycieli: „Casque”, „Boutefeu”, „Commandant Bory”, „Commandant Rivière”, „Dehorter” i „Protet”. Na skutek słabej komunikacji na pomoc alianckim jednostkom ruszyły jedynie dowodzony przez kmdra por. (fr. capitaine de frégate) Pierre’a Bréarta de Boisangera „Casque” i „Commandant Rivière”, które wdały się w walkę artyleryjską z przeciwnikiem, unikając też ich ataków torpedowych. Około godziny 23:00 „Casque” najpierw próbował staranować płynącego na końcu szyku „Velebita” i wystrzelił w jego kierunku niecelną torpedę, sam jednak został trafiony pociskiem w dziobową kotłownię, w wyniku czego jego prędkość spadła do 23 węzłów i musiał zawrócić w kierunku bazy, spotykając później poszukujące go niszczyciele „Boutefeu”, „Commandant Rivière”, „Dehorter” i „Protet”. Około godziny 2:15 zespół francuskich niszczycieli natknął się na idące z dużą prędkością w rejon bitwy zgrupowanie włoskich niszczycieli, co zakończyło się kolizją „Giuseppe Cesare Abba” najpierw z „Casque”, a następnie z „Boutefeu”. „Casque” został wzięty na hol przez siostrzany „Commandant Bory” i doprowadzony do Brindisi, a na jego pokładzie w wyniku walki i zderzenia śmierć poniosło trzech członków załogi.
Uszkodzenia wprowadzonego do doku niszczyciela okazały się poważne: prócz poszycia lewej burty przebity został rufowy zbiornik paliwa, co spowodowało zalanie mieszaniną wody i paliwa magazynów amunicyjnych pocisków kalibru 100 i 65 mm oraz pomieszczeń załogi, uszkodzone były wszystkie wały napędowe i prawa śruba, a także przednia część pomostu rufowego; zniszczony został przedział radiostacji, jeden z aparatów torpedowych i winda amunicyjna.

#### 1917 rok
2 stycznia 1917 roku okręt przeszedł próby mające sprawdzić, czy będzie w stanie dotrzeć do La Spezii na gruntowny remont, po czym wyszedł w morze wraz z holownikiem „Titano”. Naprawy niszczyciela trwały do 12 maja, kiedy to udał się do Mesyny, skąd po pobraniu paliwa popłynął na Korfu, docierając do miejsca przeznaczenia następnego dnia. Rankiem 15 maja bazujące na Korfu „Casque”, „Faulx” i „Commandant Lucas” otrzymały rozkaz dołączenia do uczestniczącego w bitwie w Cieśninie Otranto brytyjskiego zespołu z krążownikiem HMS „Dartmouth”, dopływając do niego około godziny 13:00. O 13:15 mimo eskorty niszczycieli HMS „Dartmouth” został storpedowany i ciężko uszkodzony przez niemieckiego U-Boota SM UC-25, który przetrwał następnie kontratak bombami głębinowymi zrzuconymi przez „Casque” i „Faulxa”. Płynący z Brindisi na pomoc storpedowanemu krążownikowi „Boutefeu” wszedł na postawioną przez SM UC-25 minę i zatonął ze stratą 15 członków załogi. Pod koniec listopada „Casque” był nadal okrętem flagowym 1. dywizjonu niszczycieli, w skład którego wchodziły także „Faulx”, „Commandant Lucas”, „Mangini” i „Protet”.

#### 1918 rok
18 kwietnia 1918 roku niszczyciele „Casque”, „Faulx” i „Mangini” wraz z pięcioma włoskimi jednostkami tej klasy ubezpieczały przejście z Brindisi do Tarentu trzech pancerników typu Regina Elena, podczas którego zderzyły się ze sobą „Mangini” i „Faulx” (ten ostatni przełamał się i zatonął, a na jego pokładzie śmierć poniosło 12 członków załogi). W końcu czerwca „Casque” i pozostałe francuskie niszczyciele przeszły z Brindisi do Mudros. Według stanu na 1 lipca „Casque” był ciągle jednostką flagową operującego z Mudros 1. dywizjonu niszczycieli. 29 sierpnia okręt zderzył się ze stawiaczem min „Pluton”, doznając ciężkich uszkodzeń, które zostały usunięte podczas remontu przeprowadzonego w Wenecji. Okręt pozostał na Morzu Śródziemnym do czasu zakończenia wojny.

### Służba powojenna
W 1919 roku za wojenne osiągnięcia okręt został odznaczony Krzyżem Wojennym. Między 1919 a 1921 rokiem „Casque”, „Cimeterre”, „Commandant Bory”, „Commandant Lucas”, „Commandant Rivière”, „Francis Garnier”, „Magon”, „Mécanicien Principal Lestin” i „Protet” zostały odstawione do rezerwy. 15 czerwca 1921 roku „Casque” ponownie rozpoczął okres czynnej służby, tym razem w barwach 9 dywizjonu niszczycieli, przeorganizowanego 1 kwietnia 1922 roku w 3 dywizjon. Na początku maja 1922 roku „Casque” wraz z niszczycielem „Amiral Sénès” oraz krążownikami „Metz”, „Strasbourg” i „Mulhouse” wziął udział w rejsie prezydenta Alexandre’a Milleranda na pokładzie krążownika pancernego „Edgar Quinet” z Bizerty przez Ajaccio do Francji. 28 czerwca nieopodal Tulonu niszczyciel wziął udział w zatopieniu byłego austro-węgierskiego pancernika „Prinz Eugen”, pełniącego funkcję okrętu-celu, ratując przy tej okazji dwuosobową załogę jednego z samolotów uczestniczących w operacji. W dniach 27 i 28 maja 1923 roku „Casque” wraz z pancernikami „Bretagne”, „Courbet” i „Jean Bart”, niszczycielami „Amiral Sénès”, „Bouclier”, „Cimeterre”, „Commandant Bory”, „Francis Garnier”, „Mangini” i „Matelot Leblanc” oraz okrętami podwodnymi „Fulton”, „Joessel”, „Néréïde” i „Jean Autric” odwiedził Algier. 26 marca 1926 roku jednostkę wycofano ze służby, po czym 25 maja 1927 roku została sprzedana firmie Société du Matériel Naval du Midi w celu złomowania.